# NGC 13
NGC 13は、アンドロメダ座の方角にある渦巻銀河である。1790年11月26日にウィリアム・ハーシェルによって発見された。